# Església parroquial Sagrada Família de Vilavella
L'església parroquial de la Sagrada Família de la Vilavella és un lloc de culte catòlic catalogat com Bé de Rellevància Local, segons la Disposició Addicional Cinquena de la Llei 5/2007, de 9 de febrer, de la Generalitat, de modificació de la Llei 4/1998, d'11 de juny, del Patrimoni Cultural Valencià (DOCV Núm. 5.449 / 13/02/2007), amb codi: 12.06.136-001.
L'edifici de l'església parroquial va ser construït l'any 1756 seguint les pautes de l'estil corinti, i se situa a la plaça de l'Ajuntament, 1, del municipi de la Vilavella, a la comarca de la Plana Baixa.
L'any 1951 va sofrir una primera restauració, i més tard, es va dur a terme la restauració de les pintures de la Capella de la Comunió, gràcies a la col·laboració de la pròpia Parròquia, l'Ajuntament de la Vilavella, la Diputació de Castelló i la Generalitat Valenciana, a través de l'Institut Valencià de Conservació i Restauració de Béns Culturals.
La capella de comunió de la Parròquia de la Sagrada Família de La Vilavella va ser construïda en 1864 per Vicente Martí Salazar i en la seva cúpula vaída i voltes, presenta unes pintures realitzades per José Gimeno en 1958, qui va signar la seva obra en una de les petxines.
L'any 2011 va sofrir una nova intervenció amb la qual va recuperar les dues façanes i la torre campanar. Aquest projecte de restauració és fruit d'un conveni signat per la Fundació Bancaixa-Caixa Castelló i la Diputació Provincial, amb una partida pressupostària de 200.000 euros.